# 金马镇 (泸西县)
金马镇，是中华人民共和国云南省红河哈尼族彝族自治州泸西县下辖的一个乡镇级行政单位。

## 行政区划
金马镇下辖以下地区：
爵册村、新安村、山口村、太平村、新坝村、雨龙村和石缸冲村。